# Сеймур, Стефани
Стефани Сеймур (англ. Stephanie Michelle Seymour; род. 23 июля 1968) — американская супермодель и актриса.

## Биография
Родилась в Сан-Диего, Калифорния. Была средним ребёнком в семье среднего класса. Отец — риэлтор, мать — парикмахер.
Начала модельную карьеру, работая на местных показах с 14 лет. Через год она побеждает на конкурсе Elite Model Management — «Elite Model Look».
В 1991 и 1994 годах позировала для журнала Playboy. Появилась на обложках более 300 журналов.
Представляла такие бренды, как Calvin Klein, Chanel, Diet Pepsi, Guess, Iceberg, L'Oréal, Louis Vuitton, Madeleine, Marc Jacobs, Missoni, Pop Sisley, Swatch, Radisson Hotels, Rolfs, Salvatore Ferragamo, Versace, Yves Saint Laurent, а также была одним из Ангелов Victoria’s Secret в 1995, 1996, 1997, 1998, 1999 и 2000 годах.
В 1991 году снялась в клипе Guns N’ Roses — «Don’t Cry», а в 1992 году — «November Rain». Сын Дилан в 1993 снялся вместе с Экслом Роузом в их же клипе «Estranged».

## Личная жизнь
В 1989 году вышла замуж за рок-гитариста Томми Эндрюса. Брак закончился разводом в 1990 году. В 1991 году родился сын Дилан Томас Эндрюс.
В 1991—1993 годах встречалась с Экслом Роузом.
В 1995 году вышла замуж за девелопера недвижимости, издателя и коллекционера современного искусства Питера Бранта. У них родились два сына, Питер (род. 1993) и Гарри (род. 1997, умер в январе 2021), а также дочь Лили Маргарет (род. 2004). В марте 2009 года подала на развод. В 2010 году супруги помирились и продолжают жить вместе.

## Фильмография
| Год  |    | Русское название                      | Оригинальное название        | Роль               |
| ---- | -- | ------------------------------------- | ---------------------------- | ------------------ |
| 1995 | ки | Hell: A Cyberpunk Thriller            | Hell: A Cyberpunk Thriller   | Синна Стоун        |
| 2000 | ф  | Поллок                                | Pollock                      | Хелен Франкенталер |
| 2002 | с  | Закон и порядок: Преступное намерение | Law & Order: Criminal Intent | Сара Линдстрём     |